# Liste des épisodes des Experts

Cette page recense la liste des épisodes de la série télévisée Les Experts (CSI: Crime Scene Investigation).

## Première saison (2000-2001)
La première saison a été diffusée du 6 octobre 2000 au 17 mai 2001.
1. Équipe de nuit (Pilot)
2. Un millionnaire malchanceux (Cool Change)
3. Au-delà des apparences (Crate'n Burial)
4. Candidat au suicide (PledginJohnson)
5. Amitiés criminelles (Friends & Lovers)
6. Du sang sur le parquet (Who Arrives)
7. Petits meurtres en famille (Blood Drops)
8. Mort programmée (Anonymous)
9. Panique en plein ciel (Unfriendly Skies)
10. Quand les insectes parlent (Sex, Lies and Larvae)
11. Circuit mortel (I-15 Murders)
12. Tout feu, tout flamme (Fahrenheit 932)
13. Bombes à retardement (Boom)
14. Morceaux choisis (To Halve and to Hold)
15. Faux et Usage de faux (Table Stakes)
16. Trop longue à mourir (Too Tough to Die)
17. Face à face (Face Lift)
18. Un poignard et tout s'effondre ($35K O.B.O.)
19. Une famille au microscope (Gentle, Gentle)
20. Meurtres en silence (Sounds of Silence)
21. Que justice soit faite ! (Justice is Served)
22. Coup de tête (Evaluation Day)
23. L'Étrangleur de Las Vegas (The Strip Strangler)

## Deuxième saison (2001-2002)
La deuxième saison a été diffusée du 27 septembre 2001 au 16 mai 2002.
1. Une mort étouffée (Burked)
2. Victime sans coupable (Chaos Theory)
3. Régression mortelle (Overload)
4. Un tyran dans les rangs (Bully for You)
5. Permis de démolir (Scuba Doobie-Doo)
6. Faux Coupable (Alter Boys)
7. À livre ouvert (Caged)
8. Le Charme discret du fétichisme (Slaves of Las Vegas)
9. Drôles de braqueuses (And Then There Were None)
10. Faux Semblants (Ellie)
11. C'est pas moi, c'est elle (Organ Grinder)
12. Des fleurs mortes (You've Got Male)
13. Le juge était presque parfait (Identity Crisis)
14. Un doigt... de vérité (The Finger)
15. Écran de fumée (Burden of Proof)
16. Du sang sur la glace (Primum Non Nocere)
17. Le Troisième Œil (Felonius Monk)
18. La Roue du destin (Chasing the Bus)
19. Service à domicile (Stalker)
20. De si jolis chatons (Cats in the Cradle...)
21. La Place du mort (Anatomy of a Lye)
22. La Mort dans tous ses états (Cross-Jurisdictions)
→ Pilote de la série dérivée CSI : Miami
23. Sœurs ennemies (The Hunger Artist)

## Troisième saison (2002-2003)
La troisième saison a été diffusée du 26 septembre 2002 au 15 mai 2003.
1. Coup de poker (Revenge is Best Served Cold)
2. Les dés sont jetés (The Accused Is Entitled)
3. Propriété privée (Let the Seller Beware)
4. Le Secret de la Joconde (A Little Murder)
5. La Grande Illusion (Abra Cadaver)
6. L'Enquête inachevée (The Execution of Catherine Willows)
7. Dernier round (Fight Night)
8. Vengeance à retardement (Snuff)
9. Tous coupables (Blood Lust)
10. Mort à l'arrivée (High and Low)
11. Recette pour un meurtre (Recipe for Murder)
12. À vue d'œil (Got Murder?)
13. Balle perdue (Random Acts of Violence)
14. Par amitié (One Hit Wonder)
15. Dangereuses liaisons (Lady Heather's Box)
16. La Fièvre de l'or (Lucky Strike)
17. La Mort au tournant (Crash and Burn)
18. Tri non sélectif (Precious Metal)
19. Dernière séance (A Night at the Movies)
20. La Source du mal (Last Laugh)
21. Une affaire de haut vol (Forever)
22. Liaison fatale (Play with Fire)
23. Le Mystère de la chambre forte (Inside the Box)

## Quatrième saison (2003-2004)
La quatrième saison a été diffusée du 25 septembre 2003 au 20 mai 2004.
1. Épreuve d’amour, 1re partie (Assume Nothing)
2. Eau morte, 2e partie (All for Our Country)
3. Péril en la demeure (Homebodies)
4. Canicule (Feeling the Heat)
5. Pas si bête (Fur and Loathing)
6. Chasseur de tête (Jackpot)
7. Faute de preuves (Invisible Evidence)
8. Le Révélateur (After the Show)
9. Dommage collatéral (Grissom Versus the Volcano)
10. Trop jeune pour mourir (Coming of Rage)
11. Onze hommes en colère (Eleven Angry Jurors)
12. La Perfection du meurtre (Butterflied)
13. La Marque du vampire (Suckers)
14. Une pluie de balles (Paper or Plastic)
15. Chaud business (Early Rollout)
16. Triste Clown (Getting Off)
17. La Détenue (XX)
18. À l’état brut (Bad to the Bone)
19. Le Dernier Mot (Bad Words)
20. À bout de course (Dead Ringer)
21. Panique sur le grand huit (Turn of the Screws)
22. Jeu dangereux (No More Bets)
23. Meurtre à double code (Bloodlines)

## Cinquième saison (2004-2005)
La cinquième saison a été diffusée du 23 septembre 2004 au 19 mai 2005.
1. Une nuit à Las Vegas (Viva Las Vegas)
2. En eaux troubles (Down the Drain)
3. L'un pour l'autre (Harvest)
4. La fontaine de jouvence (Crow's Feet)
5. Échanges (Swap Meet)
6. Meurtres modèles (What's Eating Gilbert Grissom?)
7. Ultime soirée (Formalities)
8. Métamorphoses (Ch-Ch-Changes)
9. Mea Culpa (Mea Culpa)
10. Intolérables cruautés (No Humans Involved)
11. Qui a tué Sherlock Holmes ? (Who Shot Sherlock?)
12. Le Venin du tueur (Snakes)
13. Les Poupées russes (Nesting Dolls)
14. La Peau de l’ours (Unbearable)
15. La Chambre secrète (King Baby)
16. Meurtre (Big Middle)
17. Pulsions (Compulsion)
18. Les Flammes de l’enfer (Spark of Life)
19. Une nuit infernale (4 x 4)
20. Les Trottoirs de Los Angeles (Hollywood Brass)
21. Histoire de fous (Committed)
22. Rencontre à haut risque (Weeping Willows)
23. Chambre froide (Iced)
24. Jusqu’au dernier souffle, 1re partie (Grave Danger - Part 1)
25. Jusqu’au dernier souffle, 2e partie (Grave Danger - Part 2)

## Sixième saison (2005-2006)
La sixième saison a été diffusée du 22 septembre 2005 au 18 mai 2006.
1. Tomber des nues (Bodies in Motion)
2. Sévices d'étage (Room Service)
3. Une dent contre elle (Bite Me)
4. Corps célestes (Shooting Stars)
5. Petit poucet (Gum Drops)
6. Grissom fait mouche (Secrets and Flies)
7. Dans la ligne de tir, 1re partie (A Bullet Runs Through It - Part 1)
8. Dans la ligne de tir, 2e partie (A Bullet Runs Through It - Part 2)
9. Chienne de vie (Dog Eat Dog)
10. Fragile (Still Life)
11. Le Loup-garou de Vegas (Werewolves)
12. Filles à papa (Daddy's Little Girl)
13. Dernier acte (Kiss-Kiss, Bye-Bye)
14. Dans la tête d'un tueur (Killer)
15. Un sommeil éternel (Pirates of the Third Reich)
16. Partis en fumée (Up in Smoke)
17. Enquête en direct (I Like to Watch)
18. La Tête et les Jambes (The Unusual Suspect)
19. Sixième sens (Spellbound)
20. Tête d'affiche (Poppin' Tags)
21. De mémoire (Rashomama)
22. Une soirée presque parfaite (Time of your Death)
23. Le Seul Rescapé, 1re partie (Bang Bang)
24. Entre la vie et la mort, 2e partie (Way to Go)

## Septième saison (2006-2007)
La septième saison a été diffusée du 21 septembre 2006 au 17 mai 2007.
1. Que le spectacle commence, 1re partie (Built to Kill - Part 1)
2. Le spectacle est terminé, 2e partie (Built to Kill - Part 2)
3. Drôle d'endroit pour des rencontres (Toe Tags)
4. Fous furieux (Fannysmackin')
5. Chemin de croix (Double Cross)
6. La Tête en feu (Burn Out)
7. Maison de poupée (Post Mortem)
8. Une chance sur deux (Happenstance)
9. La Légende vivante (Living Legend)
10. Meurtres en miniature (Loco Motives)
11. Intuition féminine (Leaving Las Vegas)
12. Inconnues en série (Sweet Jane)
13. Enquête parallèle (Redrum)
14. Pièces rapportées (Meet Market)
15. Témoin gênant (Law of Gravity)
16. Le Monstre de la boîte (Monster in the Box)
17. La Fin du match (Fallen Idols)
18. Showgirls (Empty Eyes)
19. À tombeau ouvert (Big Shots)
20. Les Rats du labo (Lab Rats)
21. Un homme au tapis (Ending Happy)
22. Y a pas de lézard (Leapin' Lizards)
23. Le Bon, la Brute et la Dominatrice (The Good, the Bad & the Dominatrix)
24. Poupée de chair et de sang, 1re partie (Living Doll)

## Huitième saison (2007-2008)
La huitième saison a été diffusée du 27 septembre 2007 au 15 mai 2008.
1. La Proie du désert, 2e partie (Dead Doll)
2. À la carte (A la Cart)
3. Une famille en enfer (Go to Hell)
4. Carpe Diem (The Case of the Cross-Dressing Carp)
5. Action... coupée ! (The Chick Chop Flick Shop)
6. 6 ans de recherche, 1re partie (Who & What)
→ Crossover avec FBI : Portés disparus. Conclusion dans S06E06 - Après 6 ans de recherche, 2e partie (Where & Why)
7. La Sœur prodige (Goodbye & Good Luck)
8. Petits Meurtres entre collègues (You Kill Me)
9. Un monde d'ordures (Cockroaches)
10. Un mal de chien (Lying Down With Dogs)
11. Le taureau par les cornes (Bull)
12. Pris en grippe (Grissom's Divine Comedy)
13. Mise en carton (A Thousand Days on Earth)
14. Meurtre à tous les étages (Drop's Out)
15. La Théorie de Grissom (The Theory of Everything)
16. L'Envers du décor (Two and a Half Deaths)
17. Double Fond / Pour Gedda (For Gedda)

## Neuvième saison (2008-2009)
La neuvième saison a été diffusée du 9 octobre 2008 au 14 mai 2009.
1. Pour Warrick (For Warrick)
2. La vie est un songe (The Happy Place)
3. Natures mortes (Art Imitates Life)
4. Pas de veine (Let It Bleed)
5. Attache-moi si tu peux (Leave Out All the Rest)
6. Bang ! Bang ! (Say Uncle)
7. Échos du passé (Woulda, Coulda, Shoulda)
8. Star de demain... et d'hier (Young Man With A Horn)
9. Un chapitre se ferme..., 1re partie (19 Down)
10. ...un autre s'ouvre, 2e partie (One To Go)
11. Des débuts explosifs (The Grave Shift)
12. Des agents très spéciaux (Disarmed and Dangerous)
13. Affaire de dégoût (Deep Fried and Minty Fresh)
14. Liaison et conséquences (Miscarriage of Justice)
15. Moi, moi, moi (Kill Me If You Can)
16. Les Quatre Saisons (Turn, Turn, Turn)
17. Sans issue (No Way Out)
18. Bas les masques (Mascara)
19. Sur la terre comme au ciel (The Descent of Man)
20. L'odyssée de l'espace (A Space Oddity)
21. Juste et équitable (If I Had a Hammer...)
22. La Rage au ventre (The Gone Dead Train)
23. Flic ou motard (Hog Heaven)
24. Pour une poignée de jetons (All In)

## Dixième saison (2009-2010)
La dixième saison a été diffusée du 24 septembre 2009 au 20 mai 2010.
1. Garde des Corps (Family Affair)
2. Pas de Quartier (Ghost Town)
3. L'Homme invisible (Working Stiffs)
4. Coup de grâce (Coup De Grace)
5. Temps mort (Bloodsport)
6. Le Jeune Homme et la mort (Death & The Maiden)
7. Les Innocentes de Las Vegas, 3e partie (The Lost Girls)
→ Crossover avec Les Experts : Miami et Les Experts : Manhattan. : Les Experts Miami S08E07 - Les Disparues de Miami, 1re partie, Les Experts Manhattan S06E07 - Les Passagères de New York - 2e partie, Les Experts S10E07 - Les Innocentes de Las Vegas, 3e partie
8. Perdre la boule (Lover's Lanes)
9. Plat de résistance (Appendicitement)
10. Tirs croisés (Better Off Dead)
11. Énigme à deux inconnues (Sin City Blue)
12. Fin de parcours (Long Ball)
13. Abus de course (Internal Combustion)
14. Tirer sa Révérence (Unshockable)
15. Le Meilleur d'entre nous (Neverland)
16. Sens dessus dessous (The Panty Sniffer)
17. Radioguidé (Irradiator)
18. Cas d'école (Field Mice)
19. La Fureur de vivre (World's End)
20. Même plus drôle (Take My Life, Please !)
21. Trois ans de solitude (Lost & Found)
22. Quand Dr Langston..., 1re partie (Doctor Who)
23. ...rencontre Jekyll, 2e partie (Meat Jekyll)

## Onzième saison (2010-2011)
La onzième saison a été diffusée du 23 septembre 2010 au 12 mai 2011.
1. Tic-Tac..., 3e partie (Shock Waves)
2. Un monde de requins (Pool Shark)
3. Noces de sang (Blood Moon)
4. Je suis personne (Sqweegel)
5. Capharnaüm (House of Hoarders)
6. Les Disparues (Cold Blooded)
7. Vols d'identités (Bump and Grind)
8. Eau-de-mort (Fracked)
9. Nuit d'ivresse (Wild Life)
10. L'Ennemi intime (418/427)
11. Pari perdant (Man Up)
12. Un baiser avant de mourir (A Kiss Before Frying)
13. Les deux Mme Grissom (The Two Mrs. Grissoms)
14. Et tu mordras la poussière... (All That Cremains)
15. Ennemis pour la vie (Targets of Obsession)
16. La nuit des morts vivants (Turn On, Tune In, Drop Dead)
17. Mon mari, mes amants (The List)
18. Quarté gagnant (Hitting for the Cycle)
19. La Vraie Nature (Unleashed)
20. Jouer au chat et à la souris, 1re partie (Father of the Bride)
21. On n'oublie jamais sa 1re fois, 2e partie (Cello and Goodbye)
22. Là où tout a commencé, 3e partie (In a Dark, Dark House)

## Douzième saison (2011-2012)
Le 18 mai 2011, la série a été renouvelée pour une douzième saison diffusée du 21 septembre 2011 au 9 mai 2012.
1. 73 secondes (73 Seconds)
2. Aveux en série (Tell-Tale Hearts)
3. L'histoire se répète (Bittersweet)
4. Le Petit Prince (Maid Man)
5. Baptême de l'air (CSI Down)
6. Bêtes de scène (Freaks and Geeks)
7. Le Cerveau de la bande (Brain Doe)
8. Crime et Châtiment (Crime After Crime)
9. Passe d'armes (Zippered)
10. Origines (Genetic Disorder)
11. La femme qui en savait trop, 1re partie (Ms. Willows Regrets)
12. La femme qui en savait trop, 2e partie (Willows in the Wind)
13. Tressé pour tuer (Tressed To Kill)
14. Sang neuf (Seeing Red)
15. Maudite maison (Stealing Home)
16. Dans l'obscurité (CSI Unplugged)
17. La Rumeur (Trends with Benefits)
18. Malice au pays des merveilles (Malice in Wonderland)
19. Frères de crime (Split Decisions)
20. Parfum de meurtre (Altered Stakes)
21. Les Trois Mousquetaires (Dune and Gloom)
22. Rien ne change, 1re partie (Homecoming)

## Treizième saison (2012-2013)
Le 14 mars 2012, CBS a renouvelé la série pour une treizième saison diffusée du 26 septembre 2012 au 15 mai 2013.
1. À la recherche de Kate, 2e partie (Karma to Burn)
2. Hécatombe en cuisine (Code Blue Plate Special)
3. Fleur sauvage (Wild Flowers)
4. La Musique dans la peau (It Was a Very Good Year)
5. Une vie de chien (Play Dead)
6. De la balle au prisonnier (Pick and Roll)
7. L'Ange déchu (Fallen Angels)
8. L'Éclat du passé (CSI on Fire)
9. Nuit de folie (Strip Maul)
10. Généalogiquement vôtre (Risky Business Class)
11. Mort en direct (Dead Air)
12. Jeu, Set et Meurtre (Double Fault)
13. Un aller pour Vegas 1re partie (In Vino Veritas)
→ Début du Crossover avec Les Experts : Manhattan S09E15 - Un retour pour New York, 2e partie (Seth and Apep)
14. Point de salut (Exile)
15. Un anniversaire inoubliable (Forget Me Not)
16. Cartes à jouer (Last Woman Standing)
17. Fin de règne (Dead of the Class)
18. Des pieds et des mains (Sheltered)
19. Seule au monde (Backfire)
20. Meurtre au paradis (Fearless)
21. La Voix des morts (Ghosts of the Past)
22. La Divine Comédie, 1re partie (Skin in the Game)

## Quatorzième saison (2013-2014)
Le 20 mars 2013, CBS a renouvelé la série pour une quatorzième saison diffusée du 25 septembre 2013 au 7 mai 2014.
1. La Porte des enfers, 2e partie (The Devil and D.B. Russell)
2. Faux jetons (Take the Money and Run)
3. Retour de flammes (Torch Song)
4. Dégustation à l'aveugle (Last Supper)
5. Fantôme du passé (Frame by Frame)
6. Coups de chance (Passed Pawn)
7. Avis de tempête (Under a Cloud)
8. Dans sa bulle (Helpless)
9. Chambre maudite (Check In and Check Out)
10. Virée entre filles (Girls Gone Wild)
11. Ça sent le sapin (The Lost Reindeer)
12. Le Grand Méchant Loup (Keep Calm and Carry-On)
13. Secret défense (Boston Brakes)
14. Meurtres en béton (De Los Muertos)
15. Filles à vendre (Love For Sale)
16. 'Echec et Mort (Killer Moves)
17. Sexe, drogue et meurtres (Long Road Home)
18. L'Intrus (Uninvited)
19. Fusillade au commissariat (The Fallen)
20. Un appétit d'ogre (Consumed)
21. Liaison virtuelle (Kitty)
→ Pilote de la série dérivée CSI : Cyber
22. Trésor caché (Dead In His Tracks)

## Quinzième saison (2014-2015)
Le 13 mars 2014, CBS a renouvelé la série pour une quinzième saison de 18 épisodes diffusée entre le 28 septembre 2014 et le 15 février 2015 aux États-Unis.
Cette saison fut la dernière, hors épisode final, avant qu'une suite directe, Les Experts : Vegas, soit créée en 2021.
1. Castor et Pollux (The CSI Effect)
2. Mauvaise herbe (Buzz Kill)
3. Le Virus dans le sang (Bad Blood)
4. Mauvais sorts (The Book of Shadows)
5. Le Trouble-fête (Girls Gone Wilder)
6. Le Paradoxe des jumeaux (The Twin Paradox)
7. Traitement de choc (Road to Recovery)
8. Drôles de dames (Rubbery Homicide)
9. À l'ombre (Let's Make A Deal)
10. Dernier billard (Dead Rails)
11. L'Homme missile (Angle of Attack)
12. Les Bois éternels (Dead Woods)
13. Jumeaux féroces (The Greater Good)
14. Collectionneurs de crimes (Merchants of Menace)
15. Mort dessinée (Hero to Zero)
16. La Belle au bois d'argent (The Last Ride)
17. Comme deux gouttes d'eau (Under My Skin)
18. Le Début de la fin (End Game)

## Épisode final (2015)
Le 13 mai 2015, CBS a déclaré qu'ils feraient un ultime épisode d'une durée de 2 heures qui a été diffusé le 27 septembre 2015.
Ce double épisode marque le retour des acteurs William Petersen, Marg Helgenberger et Paul Guilfoyle. Sont présents également Ted Danson, Jorja Fox, Eric Szmanda, Robert David Hall, Wallace Langham, David Berman, Elisabeth Harnois et Jon Wellner. Melinda Clarke reprend son rôle de Lady Heather et Marc Vann son rôle de Conrad Ecklie. Katie Stevens reprend le rôle de Lindsey Willows (précédemment interprétée par Madison McReynolds et Kay Panabaker). George Eads, Gary Dourdan, Elisabeth Shue et Laurence Fishburne ne reviennent pas pour ce final.
Ce double épisode est écrit par Anthony E. Zuiker et réalisé par Louis Shaw Milito :
1. Tous ensemble..., 1re partie (Immortality Part 1)
2. ... Une dernière fois, 2e partie (Immortality Part 2)

Ces deux épisodes devaient être diffusés sur TF1 le 22 mars 2016 mais ont été déprogrammés à la suite des attentats survenus le 22 mars 2016 au matin à Bruxelles et afin « de ne pas heurter nos téléspectateurs, en particulier en Belgique ». Ceux-ci ont été diffusés le 14 septembre 2016.
Une série dérivée, suite directe des Experts, qui se nomme Les Experts : Vegas est diffusée dès 2021.

## Nots et références
1. ↑  (en) « CBS Announces 2011-2012 Primetime Fall Schedule », sur TheFutonCritic, 18 mai 2011
2. ↑  (en) « CBS Announces 2011-2012 Premiere Dates », sur TheFutonCritic, 29 juin 2011
3. ↑  (en) « CBS Announces Renewals for 18 Primetime Shows for the 2012-2013 Season », sur TheFutonCritic, 14 mars 2012
4. ↑  (en) « CBS Announces 2012-2013 Premiere Dates », sur TheFutonCritic, 11 juillet 2012
5. ↑  (en) « CBS Announces Ted Danson Contract Extension and CSI: Crime Scene Investigation Pickup for 2013-2014 Season », sur TheFutonCritic, 20 mars 2013
6. ↑  (en) « CBS Announces 2013-2014 Premiere Dates », sur TheFutonCritic, 17 juin 2013
7. ↑  (en) « CBS Announces Renewals for 18 Primetime Shows for Next Season », sur TheFutonCritic, 13 mars 2014
8. ↑  (en) « CBS Announces a Multi-Phase Rollout for Fall Premiere Dates », sur TheFutonCritic, 24 juin 2014
9. ↑  (en) « CBS Announces Its 2015-2016 Primetime Lineup », sur TheFutonCritic, 13 mai 2015
10. ↑  « Attentats de Bruxelles : Le final des Experts déprogrammés ce soir sur TF1 - Cinéma - MYTF1News », sur MYTF1NEWS (consulté le 22 mars 2016).
11. ↑  « Les Experts : Le final diffusé le 14 septembre sur TF1 », sur ozap.com (consulté le 24 août 2016)
12. ↑  par Carole, « Les Experts : CBS commande officiellement un revival de CSI à Las Vegas avec William Petersen et Jorja Fox - Critictoo Séries TV », sur Critictoo (Séries), 1er avril 2021 (consulté le 23 février 2022)